# Alan Dean
Alan Dean (2 de abril de 1962) é um aposentado jogador de críquete, natural da Inglaterra. Ele é um batedor destro que representava o Bedfordshire.